# Сингер, Джилл
Джилл Сингер (1957 — 8 июня 2017 года) — австралийская журналистка, публицист и телеведущая.

## Карьера
Сингер начала свою карьеру в журналистике как АВС радио-практикантка в 1984 году. В конце концов она стала старшим репортером The 7.30 Report на ABC, а позже присутствовала на Викторианском выпуске Today Tonight на Seven Network. Она также присутствовала на The 7.30 Report, The Arts Show, 2-shot и People Dimensions (ABC TV) Она была исполнительным продюсером телевизионной студии " ABC " национальных утренних новостей и текущих событий программы First Edition. Она писала еженедельную колонку для Мельбурнской Herald Sun  с 1997 по 2012 годы, и читала лекции по телевизионной журналистики в Мельбурнском королевском технологическом университете. Она регулярно выступала на The Conversation Hour (АВС 774) и на Sky News Australia's Melbourne Report.

## Награды
В 1992 году Сингер получила Walkley Award за "Best Investigative Television Journalist". В 1997 году Сингер получила высокую оценку на Quill Awards для неё Вестником Солнца колонны. В 1999 году Сингер получила Quill Award за лучший телевизионный отчёт текущих дел за расследование "Эксон Мобил". В 2010 году, Сингер и Лиза Уайтхед выиграли Quill Award за лучший телевизионный отчёт текущих дел (меньше 15 минут) за отчёт про недостатки в системе уголовного правосудия в отношении жертв домашнего насилия.

## Личная жизнь и смерть
В феврале 2017 года у Сингер была диагностирована неизлечимая болезнь - -амилоидоз. 8 Апреля она вышла замуж за адвоката Энтони Бренда. 8 июня 2017 года её семья на странице в Facebook сообщила, что Сингер умерла в возрасте 60 лет.

## Внешние ссылки
- Профиль на Австралийском Женском регистре
- Краткая ABC Art Show биография
- Боже мой на Today Tonight